# Fjerritslev og omegn
|  | Denne artikel er oprettet af botten Steenthbot ud fra en ekstern database. Den kan derfor have sproglige fejl eller mangler. Denne skabelon kan fjernes efter kontrol af indholdet. |

Fjerritslev og omegn er en dansk dokumentarisk optagelse fra 1964.

## Handling
Optagelser fra Fjerritslev fra omkring 1964: Hovedgaden med Fjerritslev Kro, Fjerritslev Lystanlæg, kirken og Fjerritslev Mølle. I bil kører vi ad asfaltvejen gennem plantagen til Svinkløv Badehotel. Turen fortsætter til Mejeriet "Toftholm" i Vester Thorup med oste på rad og række. Besøg på en minkfarm. Fiskekuttere på stranden ved Slettestrand. Gennem Klim til Vester Thorup, Han Herred Hallen i Fjerritslev og "Toftholm" Mejeri igen.